# Monthouet
Monthouet (ou Montoûyet) est un hameau de l'Ardenne belge situé au nord du village de Stoumont, dans la province de Liège. Administrativement il fait partie de la commune de Stoumont, en Région wallonne. Avant la fusion des communes, ce hameau faisait déjà partie de la commune de Stoumont.

## Situation
Sur les hauteurs nord du village de Stoumont, la petite localité de Monthouet se trouve le long d'une route se terminant en un chemin pénétrant dans la grande 'Fagne de Stoumont', se détachant de la RN 606 Stoumont-Theux (route de Spa - côte de la Vecquée). 

## Description
Ce hameau ardennais d'altitude (habitations entre les altitudes 450 et 500 m) est entièrement entouré de forêts et compte une bonne vingtaine de maisons principalement construites en moellons de grès et procurant souvent un point de vue privilégié sur la vallée de l'Amblève.

## Patrimoine
- La croix Honnay, qui se trouve dans la forêt, sur l'ancien chemin de Spa (à 560 mètres d'altitude) fut élevée en 1927 pour y remplacer une autre plus ancienne brulée lors d'un incendie. La nouvelle croix monumentale en béton fut bénite lors de la fête du Christ-Roi, le 28 octobre 1928.